# مسجد المحجوب
مسجد المحجوب هو مسجد تاريخي يقع في حي السلامة بمدينة الطائف من منطقة مكة المكرمة غرب المملكة العربية السعودية.

## البناء
يذكر أن من قام ببناؤه هو السيد إبراهيم المرغني المحجوب والذي توفى عام 1193 هجري الموافق 1779م .